# Küstendorf
 (avril 2020).
Si vous disposez d'ouvrages ou d'articles de référence ou si vous connaissez des sites web de qualité traitant du thème abordé ici, merci de compléter l'article en donnant les références utiles à sa vérifiabilité et en les liant à la section « Notes et références ».

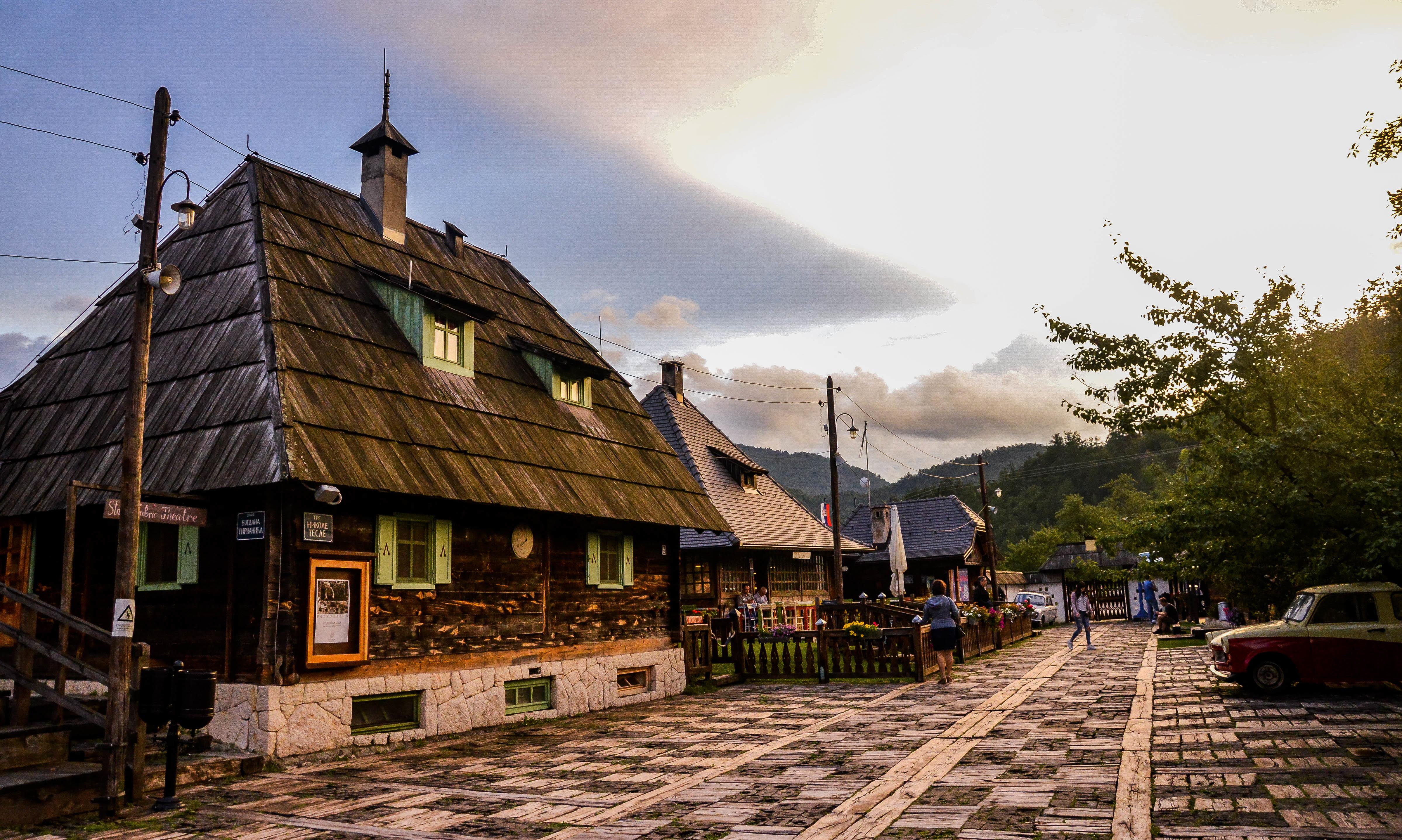
Küstendorf.

Küstendorf (également appelé « Drvengrad », littéralement « le village en bois ») est un village traditionnel construit pour le film La vie est un miracle d'Emir Kusturica. Küstendorf dépend d'Užice et est situé, à 200 km au sud-ouest de Belgrade en Serbie, à proximité de la frontière avec la Bosnie-Herzégovine et du village de Mokra Gora. Il est également près de Višegrad, la ville de la république serbe de Bosnie dont l'écrivain Ivo Andrić a immortalisé le célèbre pont sur la Drina.
Le village a remporté en 2005 le prix européen d'architecture Philippe-Rotthier pour la reconstruction d'une ville.

## Le projet
Emir Kusturica raconte les motivations de ce projet : « J'ai perdu ma ville durant la guerre. C'est pourquoi j'ai souhaité bâtir mon village. Il porte un nom allemand : Küstendorf. J'y organiserai des séminaires pour les gens qui veulent apprendre à faire du cinéma, des concerts, de la céramique, de la peinture. C'est la ville où je vais vivre et où certaines personnes pourront venir de temps en temps. Il y aura bien sûr d'autres habitants qui travailleront sur place. Je rêve que cet endroit soit ouvert à la diversité culturelle et s'érige contre la mondialisation. » (juillet 2004)[réf. nécessaire]
On y trouve donc une école de cinéma et un pôle d'agro-tourisme. Mais c'est aussi un vrai village avec notamment une église, un hôtel, un restaurant, des boutiques, et des maisons pour lui et ses proches.

### L'école de cinéma
L'école de cinéma fut étrennée au cours de l'été 2005 sur le thème « Art is (not) in transition », orientée sur la transition communisme-capitalisme dans les Balkans. Le stage d'une semaine, pris en charge par le réalisateur en personne, a accueilli une trentaine d'étudiants réalisateurs venus du monde entier, et hébergés dans le village.

### LeHuit de Šargan
Küstendorf a également été construit afin de valoriser les nombreux kilomètres de voies ferrées construits à l'occasion du film La vie est un miracle.
La voie de chemin de fer qui y mène se nomme « Sarganska osmica » (le Huit de Šargan). Elle tire son nom du mont Šargan que la locomotive gravit, au milieu de la forêt et des ravins. Elle ne date pas du projet, mais fut construite en 1920.
C'est la maquette de ce train que Luka, personnage de La vie est un miracle, construit dans le film. La ligne fut reconstruite en 1999 et est désormais une des curiosités touristique de la Serbie.

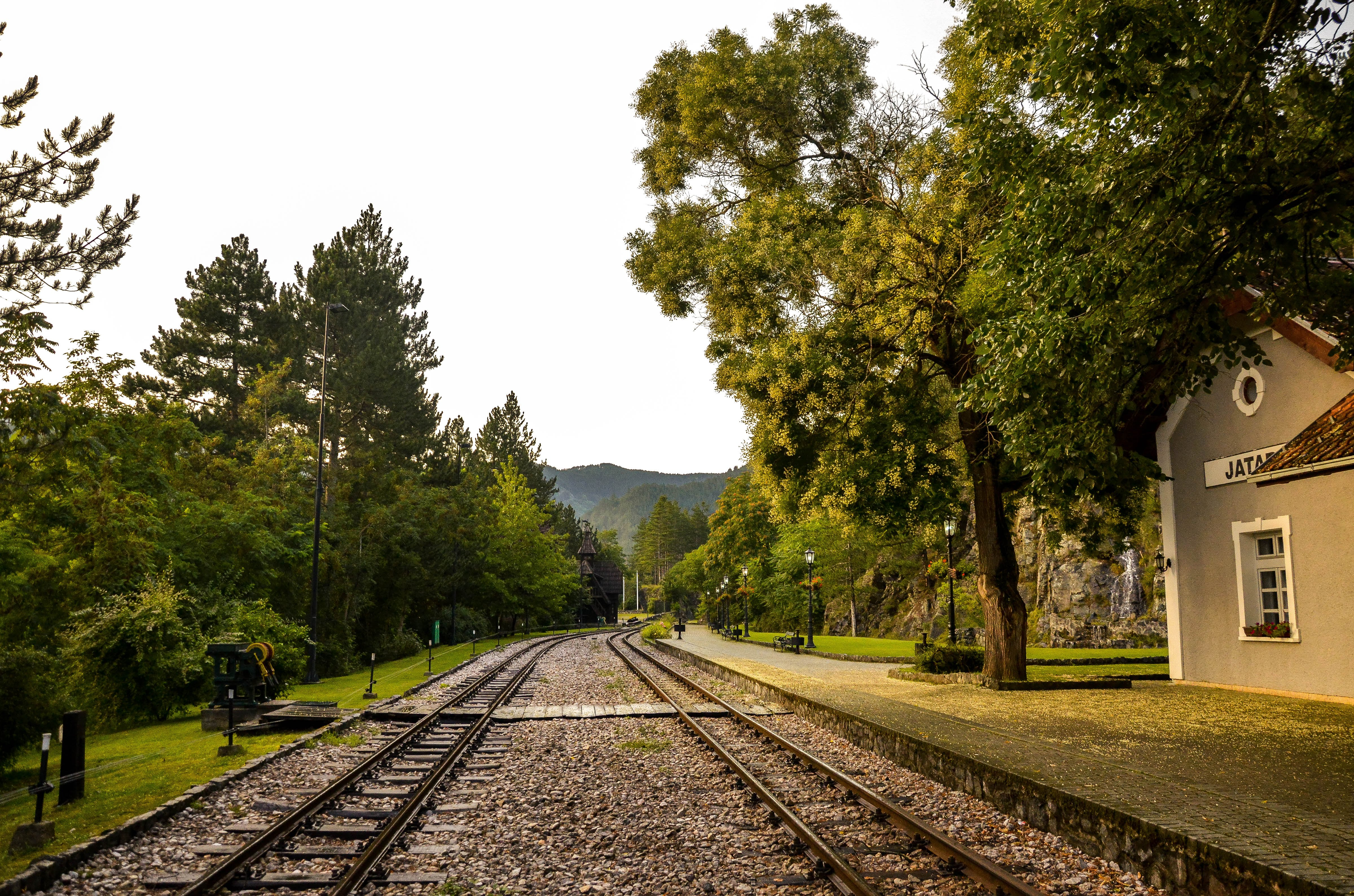
Station de train de Jatape sur le Sargan 8